# Sulice (Pologne)
Pour les articles homonymes, voir Sulice.
Sulice est une localité polonaise de la gmina mixte de Węgorzyno située dans le powiat de Łobez en voïvodie de Poméranie-Occidentale. Elle se situe à environ 12 km au sud de Łobez et 67 km à l’est de la capitale régionale Szczecin.

## Géographie

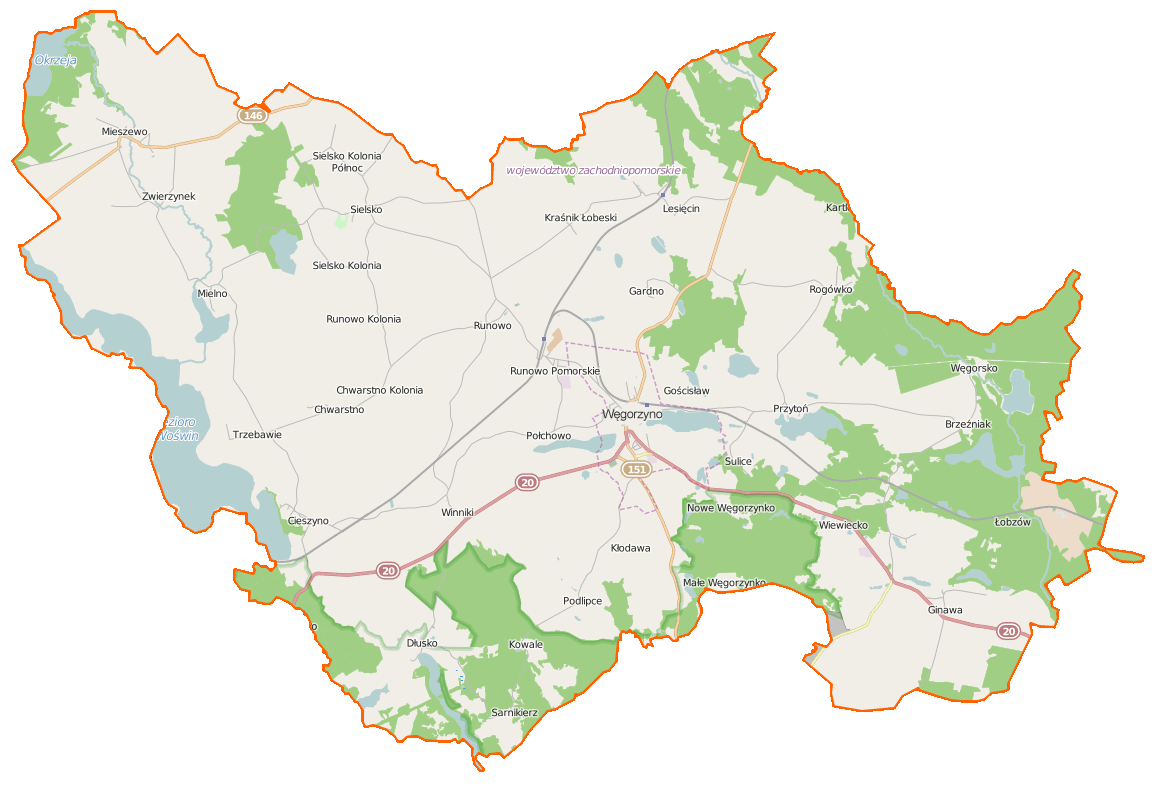
Carte de la gmina de Węgorzyno.